# Литиевойонна батерия
Литиевойонната батерия (с популярно съкращение Li-ion) е вид акумулаторна батерия, в която между двата електрода се придвижват литиеви йони. При зареждане йоните се придвижват в посока от положителния към отрицателния електрод, а при разреждане – от отрицателния към положителния електрод. Литиевойонните батерии използват интеркалирани литиеви химични съединения като материал за единия от електродите, за разлика от незареждащите се литиеви батерии, при които се използва метален литий.
Литиевойонните батерии се използват често в потребителските електроуреди. Понастоящем те са един от най-популярните видове батерии при преносимите електронни устройства. Този вид батерии имат най-високо съотношение енергия/маса, не страда от ефект на памет и много бавно губи своя заряд, когато не се използва. Саморазреждането зависи от температурата на съхранение и степента на зареждането. При температура 25 °C и зареждане 100% саморазрядът е около 1,6% на месец.
Трите основни функционални компонента на литиевойонната батерия са анод, катод и електролит, за направата на които могат да се използват различни материали. Най-популярният материал за анода е графитът. За катод, за разлика от първоначално използвания титанов дисулфид (TiS2), сега се използват нови материали: слоести оксиди (напр. литиево-кобалтов оксид); полианионни материали (напр. литиево-железен фосфат); или шпинел (напр. литиево-манганов оксид). В зависимост от избраните материали за катод, анод и електролит напрежението, капацитетът, животът и безопасността на литиевойонните батерии могат да се изменят в широки граници.
През 2019 г. изобретателите на литиевойонната батерия – американците Джон Гудинаф и Стенли Уитингам и японецът Акира Йошино получават Нобелова награда за химия.

## Терминология
В електрохимията анод се нарича електродът, където стават окислително-редукционните процеси, т.е където електроните се освобождават и напускат батерията (протича ток през батерията и през външната верига). Това обаче се случва на противоположни електроди в зависимост от това дали става въпрос за зареждане или разреждане. По-малко двусмислени термини са положителен електрод (катод при разреждане) и отрицателен електрод (анод при разреждане). Тази полярност се показва от волтметрите. При всички акумулаторни батерии с термина „катод“ се означава положителният електрод в цикъла на разреждане, независимо че свързаните с него електрохимични реакции променят местата си съответно при зареждане и разреждане. При литиевойонните батерии положителният електрод („катодът“) е направен с участието на литий.

## Устройство
Литиевите йони мигрират както в материала на анода, така и в материала на катода. Този процес на мигриране в посока към електрода се нарича вмъкване, а обратният процес, при който литиевите йони мигрират навън от електрода, се нарича извличане. При зареждане на батерията литият се извлича от положителния електрод и се вмъква в отрицателния. При разреждане се извършва противоположният процес – литият се извлича от отрицателния електрод и се вмъква в положителния.
Положителният електрод на традиционната литиевойонна батерия е изработен от различни литиеви оксиди (изводът е от алуминиево фолио), а отрицателният електрод е от графит (извод от медно фолио). Електролитът представлява литиева сол в органичен разтворител. Използват се:
Положителен електрод
- LiCoO2
- LiNiO2
- LiNi1−xCoxO2
- LiNi0,85Co0,1Al0,05O2
- LiNi0,33Co0,33Mn0,33O2
- LiMn2O4 (шпинел)
- LiFePO4 (Литиев железен фосфат за Литиево-желязофосфатен акумулатор)

Отрицателен електрод
- Графит (за литиево вмъкване)
- Нанокристали, аморфни силициеви (за литиево вмъкване)
- Li4Ti5O12 (Литиево-титанов оксид)
- SiO2 (Силициев диоксид)

Електролит
- Соли, като LiPF6 (Литиев хексафлуорфосфат) или LiBF4 (по-рядко) в разтворител (напр. етилен-карбонат, диметил-карбонат и др.)
- Като свързващи вещества се използват Полимер от Поли (винилиден флуорид) (PVDF) или Поли (винилиден флуорид-ко-хексафлуоропропен) (PVDF-HFP)
- Li3PO4N (Литиев нитрофосфат)

Полезна работа се извлича само когато електрони преминат през външна верига. Затова значение имат само полуреакциите. Реакциите са записани в молове, затова се използва коефициентът {\displaystyle x}.
Полуреакцията за положителния електрод (катода) е:
{\displaystyle \mathrm {LiCoO_{2}} \leftrightarrows \mathrm {Li} _{1-x}\mathrm {CoO_{2}} +x\mathrm {Li^{+}} +x\mathrm {e^{-}} }
Полуреакцията за анода е:
{\displaystyle x\mathrm {Li^{+}} +x\mathrm {e^{-}} +6\mathrm {C} \leftrightarrows \mathrm {Li_{x}C_{6}} }
Сумарната реакция има ограничения. Преразреждане ще пренасити литиево-кобалтовия оксид, което довежда до образуване на литиев оксид вероятно чрез следната необратима реакция:
{\displaystyle \mathrm {Li^{+}} +\mathrm {LiCoO_{2}} \rightarrow \mathrm {Li_{2}O} +\mathrm {CoO} }
Презареждане до над 4,2 V води до синтез на кобалт(IV) оксид, което се наблюдава чрез рентгенова дифракция
{\displaystyle \mathrm {LiCoO_{2}} \rightarrow \mathrm {Li^{+}} +\mathrm {CoO_{2}} }
Важно е да се отбележи, че самите литиеви йони не се свързват с кислорода; вместо това, в литиевойонната батерия литиевите йони се транспортират между анода и катода заедно с преходния метал кобалт под формата на {\displaystyle \mathrm {Li} _{x}\mathrm {Co} \mathrm {O} _{2}}, който се окислява, преминавайки при зареждане от Co3+ в Co4+ и обратно от Co4+ в Co3+ при разреждане.
При прегряване или презареждане литиевойонните батерии могат да претърпят топлинно претоварване и разрушаване на клетките. В крайни случаи това може да доведе до изтичане на електролита, експлозия или пожар. За да се намалят тези рискове, много литиевойонни батерии съдържат електронна схема, която изключва батерията, когато нейното напрежение превиши безопасното ниво от 3 до 4,2 V на клетка, или когато има опасност от презареждане или разреждане повече от допустимото.